# اچ‌ام‌اس ئی۲۳
اچ‌ام‌اس ئی۲۳ (به انگلیسی: HMS E23) یک زیردریایی بود که طول آن ۱۸۱ فوت (۵۵ متر) بود. این زیردریایی در سال ۱۹۱۵ ساخته شد.